# Amanda Somerville
Amanda Somerville (* 7. března 1979 Flushing, Michigan, USA) je písničkářka a hlasová trenérka, známá především pro svoji spolupráci se spoustou evropských symfonicmetalových hudebních skupin. Ženské vokály nahrávala se skupinami jako jsou Edguy, Epica, After Forever, Beyond the Black či Kamelot a spousta dalších. Jako hlavní a doprovodná zpěvačka vystupuje s metalovou operou Avantasia, zpívala také v projektu Aina. Se zpěvákem Michaelem Kiskem vydává alba pod hlavičkou duetu Kiske/Somerville.
Somerville je vdaná za nizozemského hudebníka Sandera Gommanse; v červenci 2015 se jim narodila dcera Lana Elise Gommans.